# Agía Paraskeví (ort i Grekland, Epirus, Nomós Ioannínon)
Agía Paraskeví (Agia Paraskevi) är en ort i Grekland.   Den ligger i prefekturen Nomós Ioannínon och regionen Epirus, i den nordvästra delen av landet, 300 km nordväst om huvudstaden Aten. Agía Paraskeví ligger 1 009 meter över havet och antalet invånare är 220.
Terrängen runt Agía Paraskeví är bergig åt nordost, men åt sydväst är den kuperad. Runt Agía Paraskeví är det glesbefolkat, med 9 invånare per kvadratkilometer. Närmaste större samhälle är Kónitsa, 15,9 km sydväst om Agía Paraskeví. I omgivningarna runt Agía Paraskeví växer i huvudsak barrskog.